# 우격다짐
《우격다짐》은 한유랑의 순정 만화로, 2003년 2월 24일부터 2003년 5월 9일까지 10권에 걸쳐 연재되었다.

## 줄거리
조폭 No.1 가문의 독자인 나동명이 조폭의 적인 판사가 되겠다고 선언한다. 그리하여 잔머리를 잘 굴리는 여자 깡패 금비단이 나동명을 굴복시키기 위해 맞닥뜨리게 된다.

## 등장 인물
나동명
금비단